# 日比英一
日比 英一（ひび えいいち、1934年3月21日 - 2016年10月23日）は、日本の実業家、中部日本放送元常務取締役、元同社アナウンサー。

## 来歴・人物
愛知県名古屋市熱田区出身。愛知県立瑞陵高等学校、名古屋大学文学部卒業。
1957年、中部日本放送にアナウンサーとして入社。入社当初から10数年間はラジオ音楽番組『0時半です松坂屋ですカトレヤミュージックです』など主に芸能番組や社会情報番組の司会･レポーター業を中心に活動する。
その後、1974年10月に中京広域圏の放送局としては初のワイドローカルニュース番組として「CBCニュースワイド」が立ち上げられると同時に同番組の初代キャスターに抜擢。以後、1989年9月までは平日版のメインキャスター、1997年3月までは週末版のメインキャスター、1998年3月までは土曜版のコメンテーターとして23年半に渡って同番組に関わり続けたほか、同局の衆議院 ･参議院議員総選挙時の開票特別番組の東海地区パートの総合司会や、新春恒例の東海地区の財界人を招いての対談番組『新春中部財界人サロン』の司会なども長期に渡り担当、CBCの報道の顔として活躍した。
アナウンサーとして長らく活躍する傍ら、1980年以降はアナウンス部長、報道局長、論説委員長、常務取締役を歴任して2002年に退社。長年にわたるCBCへの功労から同局の常任参与に就任するとともに、中京大学大学院客員教授に就任。晩年は東海3県下で行われるシンポジウムのコーディネーターや講演活動を中心に活動していた。
2016年10月23日、急性心不全により82歳で死去した。

## 過去の出演番組

### テレビ
- TBS歌のグランプリ（東海地区担当レポーター）
- CBCニュースワイド（平日メインキャスター→週末メインキャスター→土曜版コメンテーター）
- 衆議院･参議院議員選挙開票特別番組（ローカルパートの総合司会）
- 新春中部財界人サロン（司会）
- 一芸一流　[6]
- さわやか対談　[7]

### ラジオ
- 0時半です松坂屋ですカトレヤミュージックです